# Кардиналност
В математиката, кардиналността (също мощност на множеството) на дадено множество е мярка за броя елементи в това множество. Например, множеството {\displaystyle A=\{2,4,6\}} съдържа 3 елемента, следователно {\displaystyle A} има кардиналност, равняваща се на 3. Започвайки към края на 19 век, тази концепция е обобщена за безкрайните множества, което позволява да се разграничат няколко нива на безкрайност и да се извършва аритметика върху тях. Към кардиналността съществуват два подхода – един, който сравнява множествата директно чрез биекции и инекции, и друг, които използва кардинални числа.
Кардиналността на дадено множество {\displaystyle A} обикновено се обозначава с вертикални черти от двете страни – {\displaystyle |A|}. Това е същата нотация, като при абсолютните стойности и значение зависи от контекста. Като алтернатива, кардиналността на множество {\displaystyle A} може да се обозначи и като {\displaystyle n(A)}, {\displaystyle A}, {\displaystyle \operatorname {card} (A)} или {\displaystyle \#A}.
Две множества A и B имат еднаква кардиналност, ако съществува биекция от A до B, тоест функция от A до B, която е едновременно инективна и сюрективна. A има по-малка или равна кардиналност от B, ако съществува инективна функция от A до B. A има кардиналност, която е строго по-малка от тази на B, ако съществува инективна функция, но не и биективна функция от A до B.
В общия случай, кардиналностите на обединенията и сеченията са свързани чрез: